# Estipêndio
Uma bolsa (ou auxílio) é uma forma de pagamento monetário semelhante a um salário, conferido a aprendizes ou estagiários. Pode ser usado para descrever ajuda financeira fornecida para propósitos educacionais, de pesquisa, desenvolvimento pessoal ou até mesmo para subsistência. Distingue-se de um salário porque não representa necessariamente um pagamento por trabalho realizado, mas sim um pagamento que permite a alguém ficar isento parcial ou totalmente de um emprego assalariado por executar uma tarefa normalmente não paga, como por exemplo a de magistrado no Reino Unido, ou voluntária, ou de âmbito não configurável como emprego assalariado, como por exemplo o pagamento a membros do clero.
As bolsas são normalmente menores do que seria atribuído como salário base por trabalho similar, porque normalmente a  bolsa é complementada por outros benefícios como a acreditação, a instrução, alojamento ou alimentação subsidiados. Embora as bolsas possam ser uma fonte importante de apoio financeiro para muitas pessoas, também há controvérsias em torno de sua utilização. Algumas críticas sugerem que as bolsas podem ser inadequadas para cobrir adequadamente as despesas dos beneficiários, especialmente em áreas onde o custo de vida é alto. Além disso, há preocupações sobre a falta de regulamentação em relação às bolsas, o que pode levar a disparidades injustas na distribuição de fundos.

## Utilização
- Estágios e Aprendizados: Muitas vezes, estagiários e aprendizes recebem bolsas em vez de salários tradicionais durante seus programas de formação ou treinamento. Essas bolsas podem ser uma forma de compensação pelos serviços prestados e podem variar em valor dependendo da indústria e da localização geográfica.

- Bolsas de Pesquisa: Bolsas também são comuns no campo da pesquisa acadêmica, onde são concedidas a bolsistas de pesquisa para cobrir custos de vida e despesas relacionadas ao projeto de pesquisa em que estão trabalhando. Essas bolsas podem ser financiadas por agências governamentais, instituições acadêmicas ou organizações privadas.

## Bolsas de incentivo no Brasil

### Programa de Bolsas de Iniciação Científica (IC)
Oferece bolsas para estudantes de graduação que desejam iniciar-se na pesquisa científica, realizando atividades de iniciação científica em projetos de pesquisa desenvolvidos por professores universitários.

### Programa de Educação Tutorial  (PET)
O Programa de Educação Tutorial (PET) é uma iniciativa do governo brasileiro, administrada pela Secretaria de Educação Superior (SESu) do Ministério da Educação (MEC), que visa promover a formação acadêmica de excelência, a integração entre graduação e pós-graduação, e o desenvolvimento de atividades de ensino, pesquisa e extensão.

### Programa de Iniciação à Docência
A Iniciação à Docência é um programa desenvolvido no âmbito das universidades brasileiras, com o objetivo de proporcionar aos estudantes de graduação experiências práticas relacionadas à carreira docente. Essa iniciativa busca preparar futuros professores para atuarem no ensino fundamental, médio e superior, promovendo o desenvolvimento de habilidades pedagógicas, reflexão sobre práticas educativas e inserção em ambientes escolares.

### Programa Institucional de Bolsas de Iniciação em Desenvolvimento Tecnológico e Inovação (PIBITI)
O Programa Institucional de Bolsas de Iniciação em Desenvolvimento Tecnológico e Inovação (PIBITI) é uma iniciativa promovida pelo Conselho Nacional de Desenvolvimento Científico e Tecnológico (CNPq) em parceria com instituições de ensino superior e pesquisa no Brasil. Seu principal objetivo é fomentar o desenvolvimento tecnológico, a inovação e a formação de recursos humanos qualificados, especialmente entre estudantes de graduação.  Agências estaduais de fomento à pesquisa também possuem suas próprias versões do programa.

### Ciência sem Fronteiras
O programa Ciência sem Fronteiras foi uma iniciativa do governo brasileiro lançada em 2011 com o objetivo de promover a internacionalização da ciência e tecnologia brasileiras, bem como fomentar a formação de recursos humanos qualificados em áreas estratégicas para o desenvolvimento do país. O programa foi uma parceria entre diversos órgãos do governo federal, como o Ministério da Educação (MEC), o Ministério da Ciência, Tecnologia e Inovação (MCTI), o Conselho Nacional de Desenvolvimento Científico e Tecnológico (CNPq) e a Coordenação de Aperfeiçoamento de Pessoal de Nível Superior (CAPES).

### Pós-Graduação
A Capes é órgão responsável pela maioria das bolsas de mestrado e dourado, além das de pós-doutorado e de Professor Visitante Nacional Sênior.
1. Bolsas de Mestrado: Destinadas a estudantes que desejam cursar programas de mestrado acadêmico reconhecidos pela Capes. Essas bolsas proporcionam apoio financeiro aos estudantes durante todo o período do curso, permitindo que se dediquem integralmente aos estudos.
2. Bolsas de Doutorado: Similarmente às bolsas de mestrado, as bolsas de doutorado são destinadas a estudantes que desejam cursar programas de doutorado reconhecidos pela CAPES. Elas visam proporcionar apoio financeiro aos estudantes para que possam se dedicar exclusivamente à pesquisa durante o período do curso.
3. Bolsas de Pós-Doutorado: Oferecidas a pesquisadores que já concluíram o doutorado e desejam realizar estudos de pós-doutorado em instituições de ensino superior ou pesquisa no Brasil ou no exterior. Essas bolsas visam fomentar a continuidade da pesquisa científica e a qualificação dos pesquisadores brasileiros.